# علم السحاقيات
علم السحاقيات هو رمز لمجتمع السحاقيات. منذ عام 1999, تم اقتراح العديد من التصاميم واستخدامها. على الرغم من وجود التفضيلات الشخصية، لم يتم قبول أي تصميم من قبل المجتمع باعتباره العلم الرسمي للمثليات.

## تاريخ
تم إنشاء علم Labrys للسحاقيات في عام 1999 من قبل مصمم الجرافيك شون كامبل، وتم نشره في يونيو 2000 في إصدار بالم سبرينغز من قضية Gay and Lesbian Times Pride. يشتمل التصميم على Labrys, وهو نوع من الفأس ذات الرأسين، متراكبة على مثلث أسود مقلوب، على خلفية بنفسجية. ومن بين وظائفها، ارتبط labrys كسلاح يستخدمه في الأمازون من الأساطير. في السبعينيات تم تبنيها كرمز للتمكين من قبل المجتمع النسوي السحاقي. النساء اللواتي اعتبرهن الرايخ الثالث غير اجتماعيين لأنهن لم يمتثلن للنموذج النازي للمرأة، والتي تضمنت الإناث المثليين، تم إدانتهن في معسكرات الاعتقال وارتدوا شارة مثلث سوداء مقلوبة للتعرف عليهم. استعاد بعض السحاقيات هذا الرمز عندما استعاد الرجال المثليون المثلث الوردي (استعاد العديد من السحاقيات أيضًا المثلث الوردي على الرغم من عدم إدراج السحاقيات في الفقرة 175 من القانون الجنائي الألماني). أصبح اللون البنفسجي مرتبطًا بالسحاقيات عبر شعر صافو.
يتكون العلم السحاقي الوردي من ستة ألوان من الأحمر والوردي مع شريط أبيض في المنتصف. التصميم مشتق من علم أحمر الشفاه السحاقي، والذي يتضمن قبلة حمراء وتم تقديمه في مدونة This Lesbian Life في عام 2010. يمثل علم السحاقيات بأحمر الشفاه «النساء اللواتي لديهن تعبير جنساني أكثر أنوثة»  ولم يتم اعتماده على نطاق واسع؛  ومع ذلك، فإن البديل الوردي بدون علامة القبلة جذب المزيد من الاستخدام.
تم تقديم علم السحاقيات البرتقالي-الوردي، على غرار العلم الوردي المكون من سبع فرق، على تمبلر بواسطة المدونة Emily Gwen في عام 2018. تشمل الألوان البرتقالي الداكن لـ "عدم المطابقة بين الجنسين", والبرتقالي لـ "الاستقلال", والبرتقالي الفاتح لـ "المجتمع", والأبيض لـ "العلاقات الفريدة مع الأنوثة", والوردي لـ "الصفاء والسلام", والوردي المترب لـ "الحب والجنس والورد الداكن يعني "الأنوثة". كان من المفترض أن يشمل العلم أيضًا النساء المتحولات.  تم اشتقاق صيغة خمسة المشارب قريبا من 2018 الألوان. في عام 2021, نشرت منظمة TriPride في ولاية تينيسي بفيرجينيا قائمة بالأعلام وأعلنت أن العلم ذي الخطوط السبعة البرتقالي والوردي "هو العلم الرسمي للمثليات".

## المعرض

Labrys lesbian flag created in 1999 by Sean Campbell[1]
Illustration of Lipstick lesbian flag created in 2010[11]
Pink lesbian flag derived from the مثليات أحمر الشفاه flag[10]
Lesbian flag created by Emily Gwen derived from the Pink flag, circulated on social media in 2018[16]
Five-stripes variant of 2018 flag[18]
Lesbian pride variant of the علم قوس قزح with the أنثى symbol[20][5]

### أعلام في الأحداث

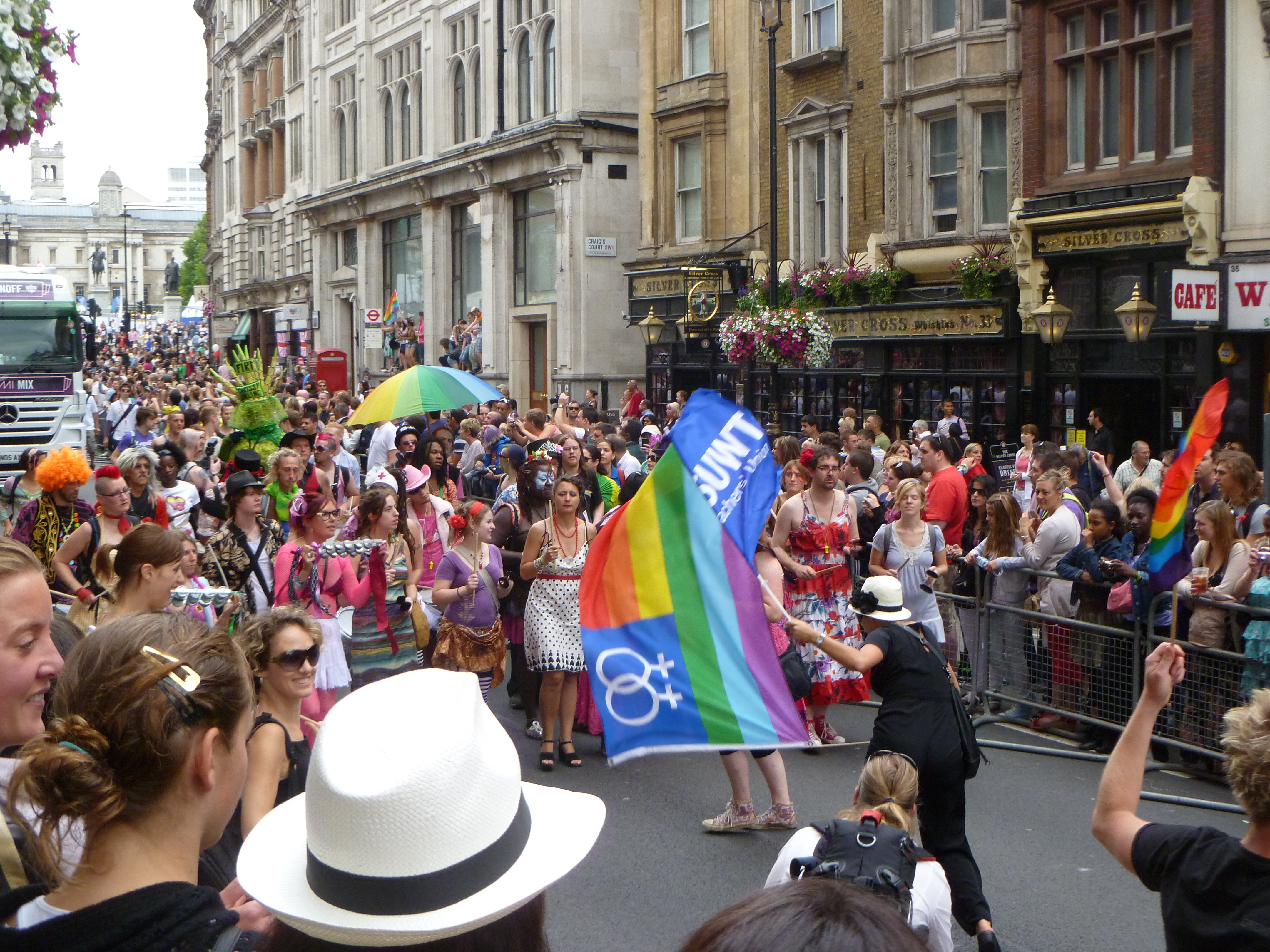
علم قوس قزح مزدوج الزهرة في لندن برايد  [لغات أخرى]‏ موكب ، إنجلترا ، 2011
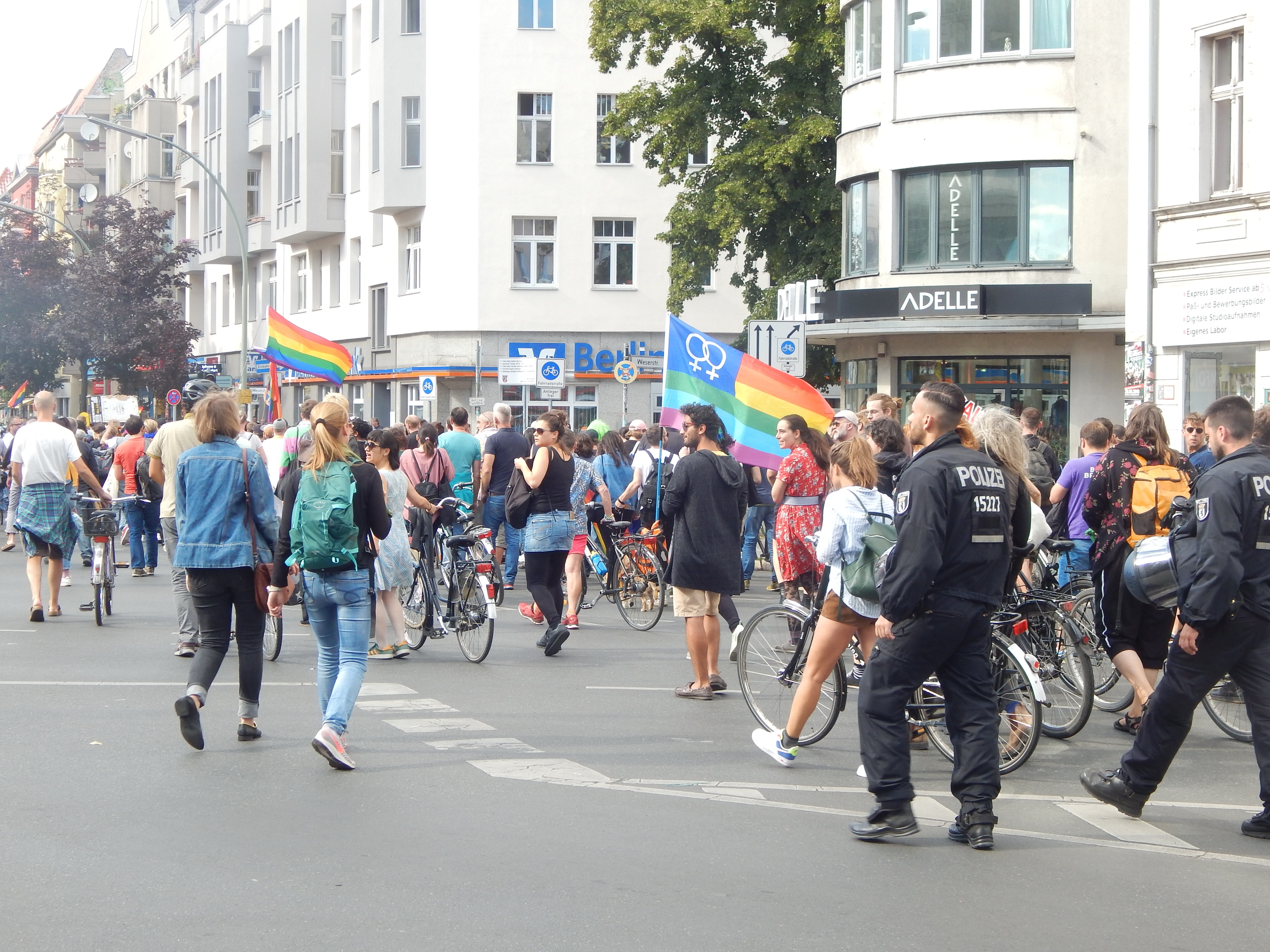
علم قوس قزح مزدوج الزهرة في مظاهرة تضامن اسطنبول برايد ، برلين ، ألمانيا ، 2018
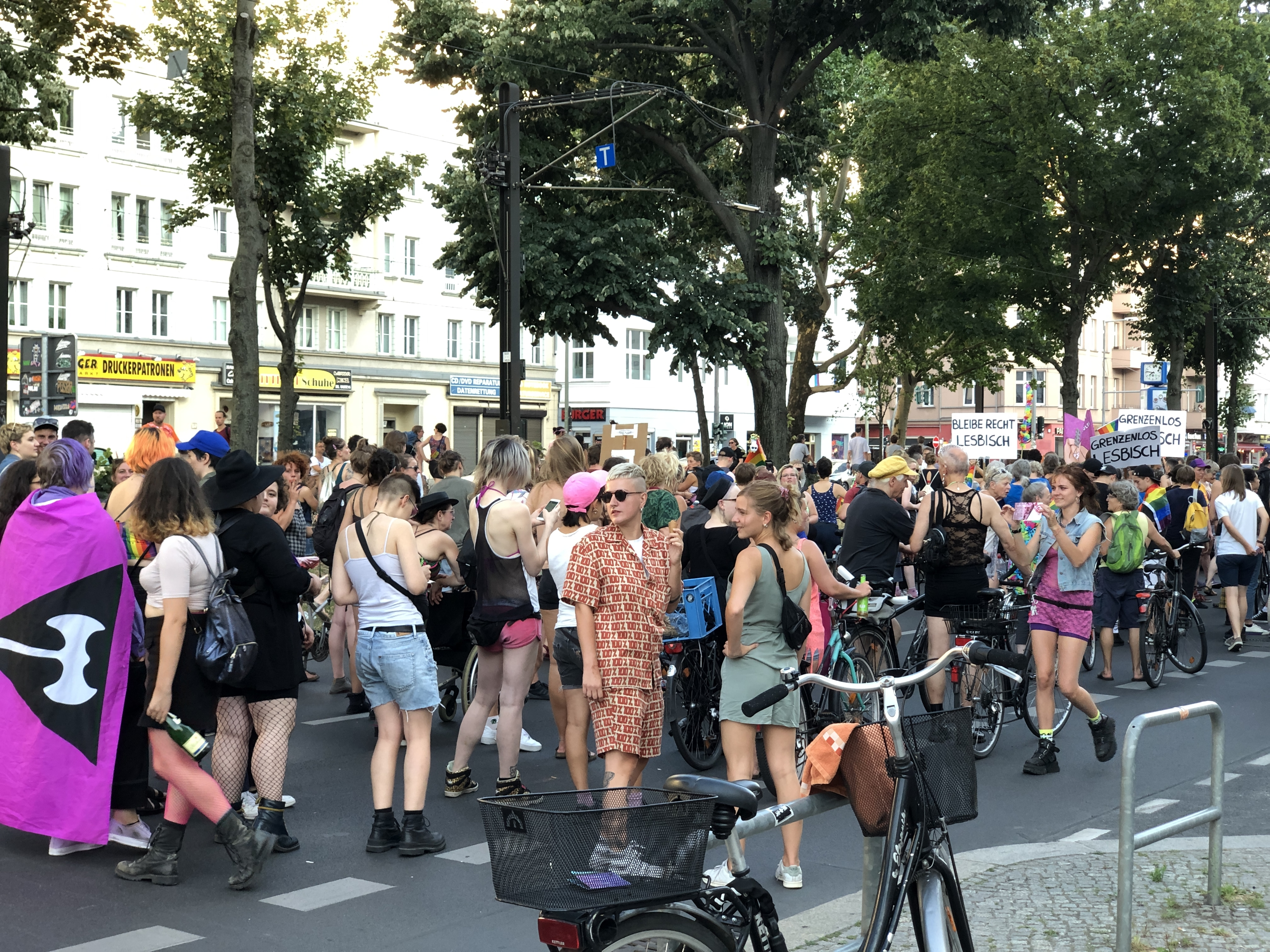
علم Labrys في برلين دايك مارس ، ألمانيا ، 2019
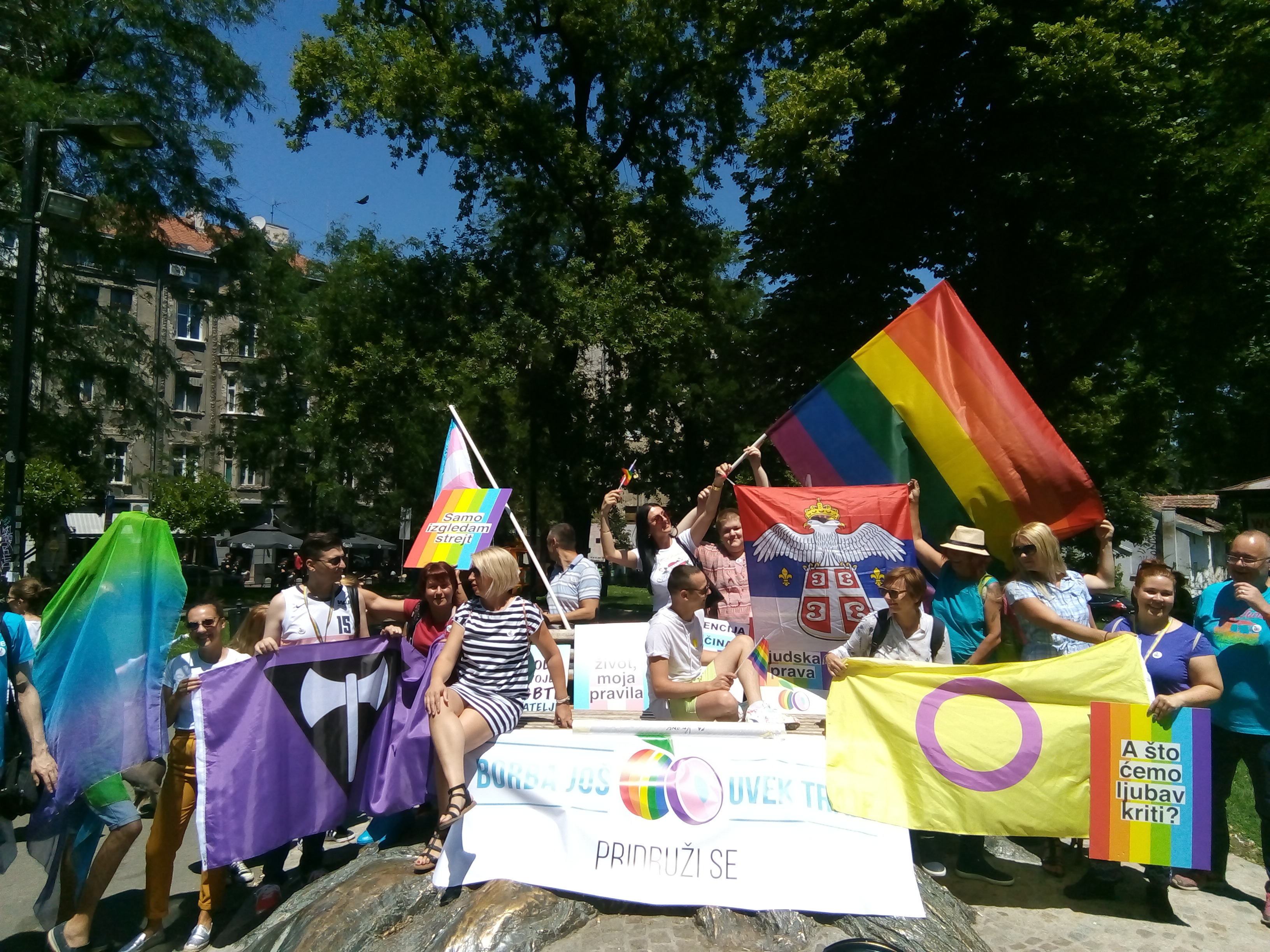
علم Labrys في حقوق المثليين في صربيا ، بلغراد ، صربيا ، 2019
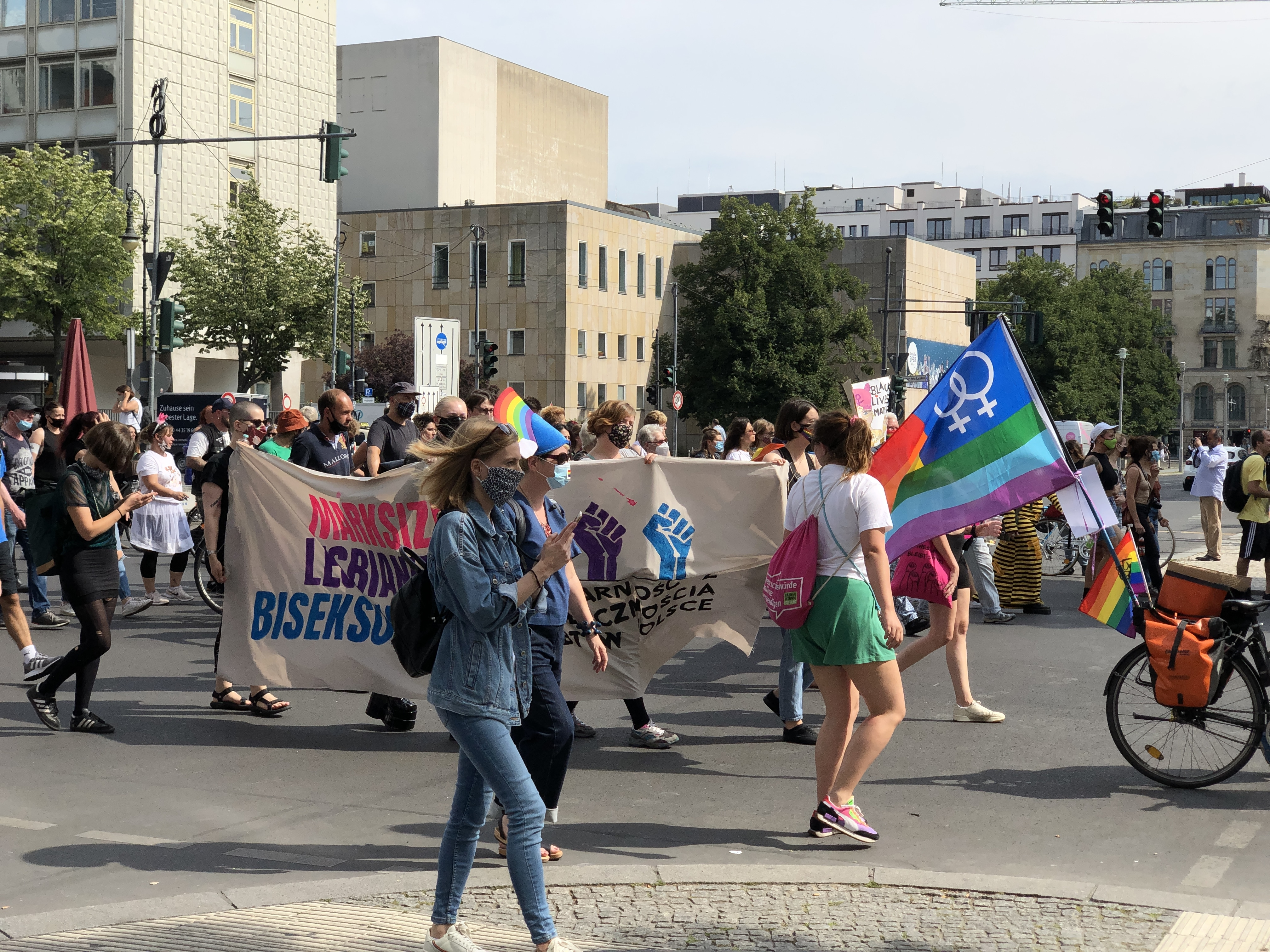
علم قوس قزح مزدوج فينوس في برلين دايك مارس ، ألمانيا ، 2020